# فابيو كوسارو
فابيو كوسارو (بالإيطالية: Fabio Cusaro)‏ (20 نوفمبر 1984 بنوفارا في إيطاليا - ) هو لاعب كرة قدم إيطالي في مركز الدفاع. لعب مع نادي ألساندريا ونادي تشيزينا ونادي مونزا ونادي نوفارا وASD Città di Foligno 1928 ‏ وAC Bellaria Igea Marina ‏ وTritium Calcio 1908 ‏ وValenzana Mado ‏.